# Antônio Carlos Vieira (político)
Antônio Carlos Vieira (Florianópolis, 30 de agosto de 1941 – Florianópolis, 15 de outubro de 2019) foi um político brasileiro.

## Carreira
Foi deputado à Assembleia Legislativa de Santa Catarina na 15ª legislatura (2003 — 2007).